# Filips van Leefdael
Filips van Leefdael, vroeger vaak als Philips geschreven (1610 - Delft, 18 april 1681), baron van Leefdael, was heer van Waalwijk en Beek, zie ook Kasteel Eikenlust. Filips stamde uit een oud adellijk geslacht dat zijn naam ontleende aan het dorp Leefdaal in de omgeving van Leuven. Dit geslacht behoorde in de middeleeuwen tot de aanzienlijkste van Brabant. Ook was hij genealoog en geschiedkundige.
Philips was de zoon van Jan van Leefdael, die heer was van Waalwijk en Beek, en Clara van Heer. Hij trouwde met Cornelia van Egmont van der Nyenburg. Het echtpaar kreeg negen kinderen.

## Bestuur
Van zijn jeugd is weinig bekend, doch op 21 december 1633 werd hij heer van Waalwijk en Beek. Er werden meerdere processen tegen hem gevoerd door de Raad van Brabant. Zo was hij medeplichtig aan intimidatie van de Helmondse notaris Gielis Cuijlemans. Ook waren er processen, aanhangig gemaakt door schepenen en borgemeesters van Waalwijk en Beek, aangaande bevoegdheden en achterstallige betalingen. Ten slotte bediende hij zich ten onrechte van de titel vrijheer, waar hij slechts heer was. Van Filips' functioneren als heer van Waalwijk en Beek zijn weinig getuigenissen bewaard, noch in de heerlijkheidsarchieven noch in de rechterlijke archieven van zijn tijd.
In 1658 deed Filips afstand van de heerlijke rechten ten gunste van Christiaan van Alckemade, de man van Magdalena van Egmont van der Nyenburg. De precieze familierelatie tussen deze Magdalena en Filips' vrouw Cornelia is niet duidelijk te achterhalen.

## Genealogisch werk
Van groter belang dan zijn bestuurlijke kwaliteiten was zijn wetenschappelijke activiteit. Hij nam opdrachten aan van adellijke families om de geschiedenis ervan uit te zoeken. Daartoe verzamelde hij informatie van grafzerken, kwartierstaten en andere archiefstukken, en gesprekken met adellijke personen. Hij werd in zijn werk bijgestaan door de genealoog Arnold de Raet en de toenmalige heer van Mierlo, Johan van Grevenbroek.
Ondertussen was hij verhuisd naar Delft, waar hij onder meer stadhouder Willem III ontving.
Omstreeks 1645 publiceerde hij zijn Beschrijving der Meierij van 's-Hertogenbosch, een werk dat echter onuitgegeven bleef totdat de historicus Alexander Sasse van Ysselt het in 1918 alsnog publiceerde. Dit boek bevat beschrijvingen van tal van de toenmalige Meierijse kastelen en buitenplaatsen, kerken en kapellen enzovoorts en biedt aldus voor de huidige onderzoeker een schat aan informatie.
Ook heeft Filips van Leefdael een dagboek van zijn activiteiten bijgehouden, dat de jaren 1652-1678 beslaat. Hierin worden memorien ende aanteekeninghen van saecken gepresenteerd, welke betrekking hebben op genealogien, extracten, attestatien ende wapenen.

## Archief
Een belangrijke nalatenschap van Filips zijn alle aantekeningen, afschriften en originele documenten die hij verzameld had. Deze documenten heeft hij min of meer systematisch geordend en daarna laten inbinden in perkament, naast de delen die hij zelf volschreef en -tekende met kwartierstaten en wapenschilden. In de banden noemt Filips zich steeds heer van Waalwijk, wat er op zou kunnen wijzen dat de collectie vóór 1658 samengesteld is.
Als genealoog was Filips natuurlijk in de eerste plaats geïnteresseerd in stukken waarin familierelaties expliciet vermeld worden, dus vooral in testamenten, akten van huwelijkse voorwaarden, akten van boedelscheiding en af en toe ook transportakten. De genealogische stukken zijn ook vanuit een andere optiek interessant: ze bevatten gegevens over heerlijkheden, plaatsen, kloosters, over landmeters, schepenbanken enzovoort.
De collectie van Filips van Leefdael wordt bewaard in het Brabants Historisch Informatie Centrum in 's-Hertogenbosch. Het manuscript van Filips' dagboek wordt bewaard in de stadsbibliotheek van Gent.

## Externe bron
- Inventaris van het archief BHIC toegangsnr 350   Philips en Rogier van Leefdael, 1172 - 1686
- A.F.O. van Sasse van Ysselt ed., 1918. Beschrijving der Meierij van 's-Hertogenbosch door Philips Baron van Leefdael. 's-Hertogenbosch: Zuid-Nederlandsche Drukkerij.
- Biografie op Brabantserfgoed.nl